# Junge Welt-Pokal 1982
Der Junge Welt-Pokal 1982 war die 34. Auflage des höchsten Fußball-Pokalwettbewerbs der Altersklasse 16–18 auf dem Gebiet der DDR, der vom DFV durchgeführt wurde. Er begann am 25. April 1982 mit der Vorrunde und endete am 26. Juni 1982 mit der erfolgreichen Pokalverteidigung der BSG Post Neubrandenburg, die im Finale gegen die BSG Wismut Aue (Pokalsieger 1978 und 1979) gewannen.

## Teilnehmende Mannschaften
Am Junge Welt-Pokal der Junioren für die Altersklasse (AK) 16–18 nahmen die Pokalsieger der 15 Bezirke auf dem Gebiet der DDR und der Titelverteidiger teil, wobei die Mannschaften der Juniorenliga nicht teilnahmeberechtigt waren. Spielberechtigt waren Spieler bis zum 18. Lebensjahr (Stichtag: 1. Juni 1963).
Für den Junge Welt-Pokal qualifizierten sich der Titelverteidiger und folgende fünfzehn Bezirkspokalsieger bzw. dessen Vertreter:
| - Bezirk Rostock ASG Vorwärts Stralsund - Bezirk Schwerin SG Dynamo Schwerin - Bezirk Neubrandenburg BSG Lokomotive Anklam BSG Post Neubrandenburg (TV) - Bezirk Potsdam BSG Motor Süd Brandenburg - Ost-Berlin BSG Mechanisierung Köpenick (TV) – Titelverteidiger | - Bezirk Frankfurt (Oder) BSG Halbleiterwerk Frankfurt/O. - Bezirk Magdeburg BSG Lokomotive Stendal - Bezirk Halle BSG Motor Quedlinburg - Bezirk Leipzig BSG Chemie Leipzig - Bezirk Cottbus BSG Chemie Döbern | - Bezirk Dresden BSG Stahl Riesa - Bezirk Karl-Marx-Stadt BSG Wismut Aue - Bezirk Erfurt BSG Lokomotive Erfurt - Bezirk Gera BSG Wismut Gera - Bezirk Suhl BSG Kali Werra Tiefenort |

## Modus
Der Pokalwettbewerb wurde wie im Vorjahr von der Vorrunde bis zum Finale im K.-o.-System durchgeführt. Die Vorrunde sowie das Viertelfinale wurden nach möglichst territorialen Gesichtspunkten ausgelost und in Hin- und Rückspielen entschieden. Ab dem Halbfinale wurde jeweils vor einem Aufstiegsspiel zur DDR-Oberliga auf neutralen Platz gespielt.

## Vorrunde
| Datum                     |                             | Gesamt           |                                 | Hinspiel | Rückspiel |
| ------------------------- | --------------------------- | ---------------- | ------------------------------- | -------- | --------- |
| So 08. Mai 0/ So 15. Mai  | BSG Lokomotive Anklam       | 1:3              | ASG Vorwärts Stralsund          | 1:0      | 0:3       |
| So 02. Mai 0/ So 08. Mai  | SG Dynamo Schwerin          | 1:7              | BSG Post Neubrandenburg         | 0:2      | 1:5       |
| So 02. Mai 0/ So 08. Mai  | BSG Lokomotive Stendal      | 1:2              | BSG Motor Süd Brandenburg       | 1:1      | 0:1       |
| So 02. Mai 0/ So 08. Mai  | BSG Mechanisierung Köpenick | 2:3              | BSG Halbleiterwerk Frankfurt/O. | 0:1      | 2:2       |
| So 02. Mai 0/ So 08. Mai  | BSG Chemie Döbern           | 02:13            | BSG Stahl Riesa                 | 1:8      | 1:5       |
| So 02. Mai 0/ So 08. Mai  | BSG Wismut Aue              | 4:2              | BSG Wismut Gera                 | 3:1      | 1:1       |
| So 25. April / So 08. Mai | BSG Chemie Leipzig          | 7:2              | BSG Motor Quedlinburg           | 5:2      | 2:0       |
| So 02. Mai 0/ So 08. Mai  | BSG Kali Werra Tiefenort    | 2:2 (10:9 i. E.) | BSG Lokomotive Erfurt           | 1:1      | 1:1 n. V. |

## Viertelfinale
| Datum                   |                                 | Gesamt |                        | Hinspiel | Rückspiel |
| ----------------------- | ------------------------------- | ------ | ---------------------- | -------- | --------- |
| So 23. Mai / Sa 29. Mai | BSG Post Neubrandenburg         | 6:1    | ASG Vorwärts Stralsund | 4:0      | 2:1       |
| So 23. Mai / Sa 29. Mai | BSG Motor Süd Brandenburg       | 6:4    | BSG Chemie Leipzig     | 2:2      | 4:2       |
| So 23. Mai / Sa 29. Mai | BSG Halbleiterwerk Frankfurt/O. | 03:11  | BSG Stahl Riesa        | 1:7      | 2:4       |
| So 23. Mai / Sa 29. Mai | BSG Kali Werra Tiefenort        | 02:10  | BSG Wismut Aue         | 0:4      | 2:6       |

## Halbfinale
Die Partien fanden vor den Aufstiegsspielen zur DDR-Oberliga BSG Motor Nordhausen – ASG Vorwärts Stralsund im Albert-Kuntz-Sportpark von Nordhausen und 1. FC Union Berlin – BSG Chemie Böhlen im Ost-Berliner Stadion An der Alten Försterei statt.
| Datum                  |                           | Ergebnis              |                         | Spielort   |
| ---------------------- | ------------------------- | --------------------- | ----------------------- | ---------- |
| Sa 05. Juni, 12:45 Uhr | BSG Wismut Aue            | 2:2 n. V. (7:6 i. E.) | BSG Stahl Riesa         | Nordhausen |
| Sa 12. Juni, 12:45 Uhr | BSG Motor Süd Brandenburg | 2:5                   | BSG Post Neubrandenburg | Ost-Berlin |

## Finale
Das Finale fand als Vorspiel der Aufstiegspartie zur DDR-Oberliga BSG Motor Nordhausen – BSG Chemie Böhlen statt.
| Paarung                 | BSG Wismut Aue – BSG Post Neubrandenburg |
| Ergebnis                | 1:2 (0:0) |
| Datum                   | Samstag, 26. Juni 1982 um 12:30 Uhr |
| Stadion                 | Albert-Kuntz-Sportpark, Nordhausen |
| Zuschauer               | 300 zur Halbzeit und 1.000 am Ende der Partie |
| Schiedsrichter          | Gerhard Demme (Schloßvippach) |
| Tore                    | 1:0 Bergner (46.) 1:1 Passow (57.) 1:2 Maaß (80.) |
| BSG Wismut Aue          | Karsten Thost – Jens Reuther – Sylvio Schaller, Jens Bergner, Nonnewitz – Steffen Krauß , Jens Meyer, Ralf Schneider – Andreas Petrick, Neukirch, Hübner Cheftrainer: Andreas Pekarek                          |
| BSG Post Neubrandenburg | Klaus-Dieter Boswank – Henrik Sommer – Bodo Meincke, René Gesche, Oliver Reschke – Andreas Knick, Uwe Martins, Lutz Bruhn – Mario Passow, Fred Müller (75. Uwe Dorroch), Jens Maaß Cheftrainer: Dietmar Lüdtke |